# Gynostemma guangxiense
Gynostemma guangxiense là một loài thực vật có hoa trong họ Cucurbitaceae. Loài này được X.X.Chen & D.H.Qin mô tả khoa học đầu tiên năm 1988.